# Qastal, Hama
Qastal, Hama (tiếng Ả Rập: القسطل) là một ngôi làng Syria nằm ở phó huyện Uqayribat thuộc huyện Salamiyah, Hama. Theo Cục Thống kê Trung ương Syria (CBS), Qastal, Hama có dân số 1.919 người trong cuộc điều tra dân số năm 2004.